# 京王御陵線
御陵線（ごりょうせん）は、1931年（昭和6年）から1945年（昭和20年）まで営業していた京王電気軌道（→東京急行電鉄→京王帝都電鉄〈現・京王電鉄〉）の鉄道路線である。一部区間は現在の高尾線となっている。

## 概要
大正天皇が埋葬された天皇家初の関東地区での多摩御陵が話題となり、参拝者の移動手段として京王電気軌道の手により敷設された。開通当時には参拝の最盛期は過ぎており、普段は北野 - 多摩御陵前間の折り返し運転であったが、土日になると四谷新宿（当時）からの直通運転が行われることもあった。
戦局の悪化に伴い不要不急線として1945年（昭和20年）1月21日に休止。休止後は駅舎、レール、バラスト、架線柱の大半が順次撤去された他、同年8月2日の八王子空襲で多摩御陵前駅舎が焼失するなど甚大な被害を受けた。
その跡は雑草が繁茂するなど事実上の廃線となっていたが、築堤、一部の架線柱、橋梁等はそのまま残され、後の高尾線建設時に活用された。
戦後に至り、京王帝都電鉄（当時）による宅地開発に伴うアクセス路線として高尾線が計画され、北野 - 山田間が同線の一部として復活することとなり1967年（昭和42年）10月1日に開業。残る山田 - 多摩御陵前間は高尾線新設区間（山田 - 高尾山口間）の免許認可後の1964年（昭和39年）11月26日付で正式に廃止となった。

## 路線データ
- 路線距離：6.3km
- 軌間：1372mm
- 駅数：5駅（起終点駅含む）
- 複線区間：なし（全線単線）
- 電化区間：全線（直流600V） - 営業当時、京王線も直流600V電化。

## 歴史
- 1927年（昭和2年）12月13日 軌道特許状下付（八王子市明神町-南多摩郡横山村間）[1]
- 1931年（昭和6年）3月20日 京王電気軌道により御陵線 北野 - 御陵前間が開業[2]
- 1937年（昭和12年）5月1日 横山駅を武蔵横山駅に、御陵前駅を多摩御陵前駅に改称[2]
- 1944年（昭和19年）5月31日 京王電気軌道が東京急行電鉄に合併、同社の路線となる[2]
- 1945年（昭和20年）
  - 1月21日 北野 - 多摩御陵前間休止
  - 10月1日 北野 - 多摩御陵前間が軌道法による軌道から地方鉄道法による地方鉄道に変更[3]
- 1948年（昭和23年）6月1日 東京急行電鉄から京王帝都電鉄が分離、同社の路線となる[2]
- 1964年（昭和39年）
  - 6月17日 高尾線山田（北野起点3k760m） - 高尾山口間免許
  - 11月26日 山田（北野起点3k760m） - 多摩御陵前間廃止[2]
- 1967年（昭和42年）10月1日 高尾線として北野 - 山田間が復活。片倉駅を京王片倉駅に改称[2]

## 北回り案と南回り案
御陵線のルートには、二つの案があった。一つは当時の東八王子駅（現・京王八王子駅）を高架化して、府立第四高等女学校（現東京都立南多摩中等教育学校）の西側で甲州街道をまたぎ、浅川に沿って八王子市街地北部と同市横川町付近を経由し、多摩御陵付近へ京王線を延伸するいわゆる北回り案。もう一つは北野駅から分岐して片倉を経由し、国鉄中央本線と甲州街道を高架でオーバークロスして、多摩御陵付近へ至るいわゆる南回り案である。
京王は元々八王子市街地の乗客を取り込むため、北回り案で軌道特許を取得していたが、市街地が路線で分断されるとの理由で八王子市議会が反対、また用地買収も進まなかったために方針を変更、御陵線は最終的に南回り案で建設された。人家の少ない地域を走る路線だったことは、不要不急線として廃止になる大きな要因となった。

## 駅一覧
- 北野駅 - 片倉駅（現・京王片倉駅） - 山田駅 - 武蔵横山駅（休止のち廃止） - 多摩御陵前駅（休止のち廃止）
- 全線単線であったが、片倉駅と武蔵横山駅には交換設備があった。

## 接続路線
- 北野駅：京王線

京王電気軌道時代
- 武蔵横山駅：高尾線（武蔵横山駅前駅）

## 現状

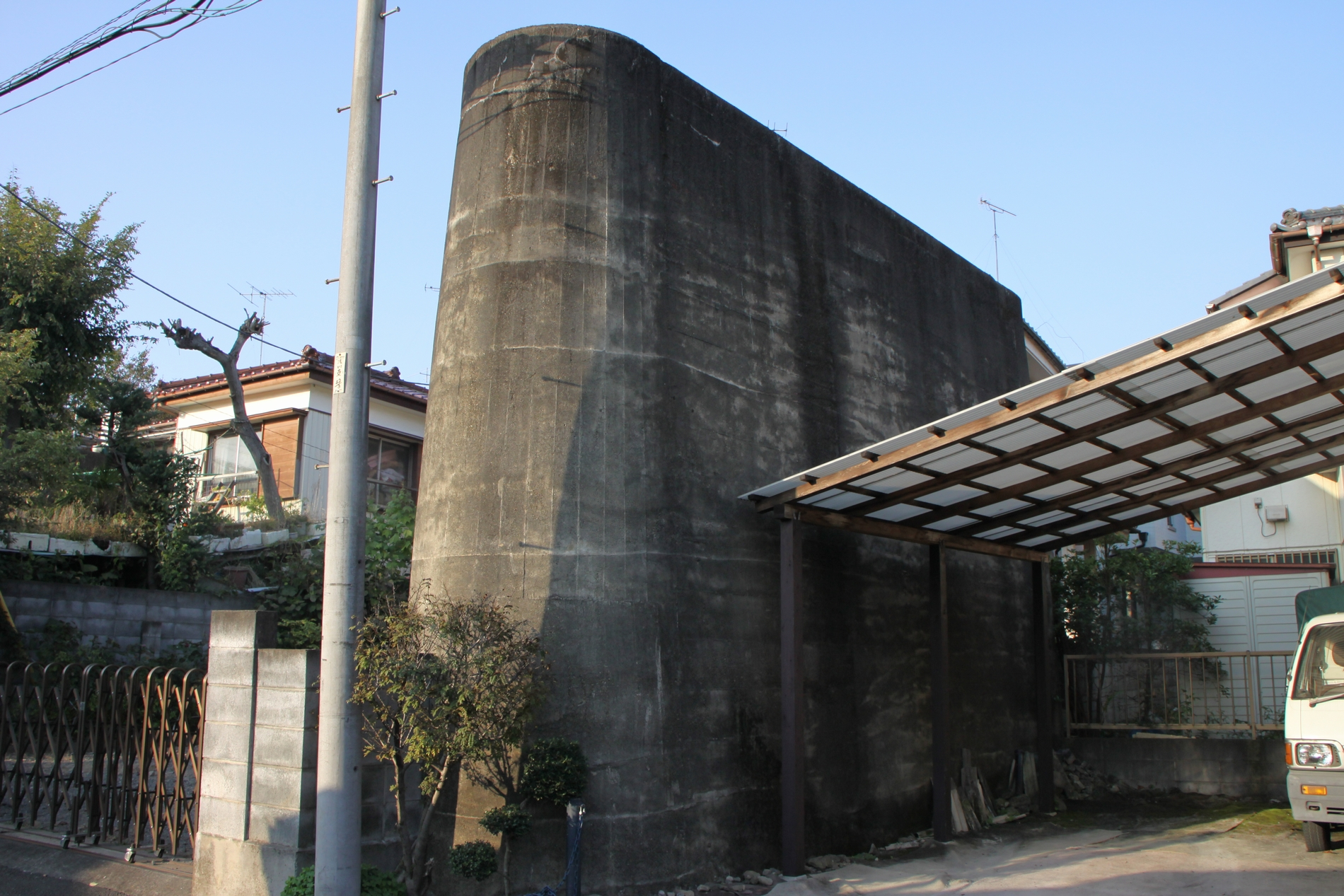
橋脚が塀の代わりになっている

上記の通り、北野 - 山田間は高尾線の用地の一部となっている。京王片倉駅北野寄りにある国道16号の下り線架道橋は、御陵線開業時のものを現在まで使用しており、プレートガーターには「昭和五年 株式會社横河橋梁製作所」の銘板がある。
山田 - めじろ台間にある都市計画道路山田町並木線跨線橋手前で高尾線と分岐するが、すぐに山田町並木線に合流する。この廃線跡は農地に転用されているが、敷地内には京王帝都電鉄（当時）の境界標が残存する。その先中央本線を越えて国道20号（甲州街道）までの廃線跡は、上記の山田町並木線の道路用地の一部となっており、中央本線を跨ぐ跨線橋・築堤は撤去・整地されている。
国道20号から武蔵横山駅跡地、南浅川までの廃線跡は住宅地に転用されているが、廃線跡に建つ住宅の配置に名残を残す他、撤去された橋脚の基礎の一部が残存する。その先の南浅川左岸の住宅地内には、橋脚2基が撤去されずに残存しており、御陵線最大の遺構となっている。過去には撤去の動きもあったが、当時の（橋脚が建つ敷地の）家人が「貴重な鉄道遺産なので、残しておきたい」と断ったという。
その先の廃線跡は、都営長房団地を経て住宅地に転用されており、多摩御陵前駅跡地のある陵南公園正面の東京都道187号多摩御陵線まで続いている。営業当時は神社社殿の風格を感じさせる駅舎と共に駅前広場を擁していたが、現在は痕跡を辿ることは難しい。
廃線跡のうち、高尾線分岐部及び南浅川左岸の橋脚については、NHK総合テレビ『ブラタモリ』（2016年9月17日放送・「#47 高尾山」回）で紹介された。